# Valea Șurii
Valea Șurii – wieś w Rumunii, w okręgu Marusza, w gminie Valea Largă. W 2011 roku liczyła 222 mieszkańców.